# Stine Ballisager Pedersen
Stine Ballisager Pedersen (Vellev, 3 gennaio 1994) è una calciatrice danese, difensore del Bayern Monaco e della nazionale danese.

## Carriera

### Club
Pedersen si appassiona al calcio fin da giovanissima, iniziando l'attività all'età di sei anni nel Vellev IF, società polisportiva con sede nei pressi di Favrskov, località dove nasce e cresce con la famiglia. Qui vi rimane fino al 2009, anno in cui si trasferisce al Team Viborg e legandosi alla nuova società per tre stagioni, giocando ancora nelle sue formazioni giovanili.
Nel 2012 sottoscrive un accordo con il Skovbakken, club con il quale fa il suo esordio in Elitedivisionen, massimo livello del campionato danese, rimanendo legata alla società per cinque stagioni, marcando 75 presenze e due reti in campionato e risultando una delle giovani più interessanti del panorama calcistico femminile danese, tanto da aggiudicarsi nel 2013 il trofeo Årets Talent, prima che questa fosse assorbita dal VSK Aarhus diventandone la sua sezione femminile.
Con la trasformazione dell'assetto societario, Pedersen è tra le calciatrici che rimangono in organico con la nuova squadra che sostituisce lo Skovbakken in Elitedivisionen per il campionato 2017-2018. Con i nuovi colori il difensore colleziona 14 presenze mettendo a segno altri due gol nella prima fase del campionato, in quella che è l'ultima stagione con il club di Aarhus.
Nella primavera 2018 si trasferisce infatti al Vålerenga per la sua prima esperienza all'estero, quella del campionato norvegese. A disposizione del tecnico Monica Knudsen fin dalla 1ª giornata di campionato, in quell’occasione fa il suo debutto in Toppserien il 24 marzo, nella pesante sconfitta interna per 5-0 con il LSK Kvinner. Nella sua prima stagione, con 16 presenze su 22 incontri di campionato tutte da titolare, Ballis, così è soprannominata dalle compagne di squadra, sigla la sua prima rete in tenuta blu reale al penultimo incontro (21ª giornata) mettendo a segno al 90+2' la rete del pareggio per 1-1 in casa con il Arna-Bjørnar. Nonostante un infortunio che la tiene lontana per due mesi dai campi da gioco, aiuta il Vålerenga a disputare un campionato da media classifica ottenendo ben presto la salvezza matematica e il sesto posto finale. Entusiasta dell'ambiente a fine campionato decide di estendere il contratto per un altro anno Sempre sotto la guida tecnica di Knudsen, Pedersen e compagne giocano un campionato di vertice, concluso al secondo posto a 4 punti dal LSK Kvinner, prestigioso risultato che consente alla squadra di accedere alla UEFA Women's Champions League per l'edizione 2020-2021.
La stagione 2020 è quella che da anche le maggiori soddisfazioni sportive alla centrocampista danese. Dopo aver ottenuto il double campionato-Coppa di Norvegia, il primo ai danni del Rosenborg, chiuso a pari punti ma con una migliore differenza reti, la seconda battendo in finale il LSK Kvinner per 2-0 dopo i tempi supplementari, per Ballisager arriva anche il debutto nella Champions al femminile, il 4 novembre, nella netta vittoria per 7-0 al primo turno di qualificazione sulle faroesi del KÍ Klaksvík. In seguito gioca anche altri due incontri fino a quello, in partita secca dei sedicesimi di finale perso con il Brøndby ai supplementari.
Dopo aver rinnovato ulteriormente il contratto, nel maggio 2021 diventa anche capitano della squadra, per quello che fu per tre stagioni l'incarico di Sherida Spitse, tornata nei Paesi Bassi.
Il 3 luglio 2023 passa a titolo definitivo alle Kansas City Current, nella NWSL.
Dopo due stagioni negli Stati Uniti, il 3 gennaio 2025 Ballisager si accorda con la Fiorentina, in Serie A, con cui firma un contratto valido fino al 30 giugno 2026.
Il 19 maggio dello stesso anno, viene ingaggiata a titolo definitivo dal Bayern Monaco, nella massima serie tedesca, con cui firma un contratto biennale, valido a partire dal 1° luglio seguente.

### Nazionale
Pedersen inizia ad essere convocata dalla Federcalcio danese (DBU) dal 2009, inizialmente nella formazione under 17, debuttando poco più che quindicenne in occasione della doppia amichevole del 3 e 5 marzo con le pari età della Svezia, terminate rispettivamente con i risultati di 0-4 e 2-1. Qualche settimana più tardi è in rosa con la squadra che affronta il secondo turno di qualificazione all'Europeo 2009 di categoria, a quel tempo giocato sempre a Nyon, Svizzera, giocando due dei tre incontri disputati dalla sua nazionale che, terminata al terzo posto nel suo gruppo fallisce l'accesso alla fase finale.
Tra fine giugno e inizio luglio è anche tra le ragazze che con la rappresentativa under 16 partecipa alla Nordic Cup, tuttavia in quell'occasione la Danimarca, dopo aver chiuso il girone B all'ultimo posto con un pareggio e due sconfitte, perdendo 1-0 anche la finale per il settimo posto chiude il torneo all'ottava e ultima posizione.
Rimasta in quota per l'under 17, nell'ottobre 2009 ha disputato il primo turno di qualificazione all'Europeo 2010. La Danimarca, dopo aver superato il turno come sesta migliore seconda classificata nel proprio gruppo, in quello successivo pur vincendo due dei tre incontri in programma perde 5-1 quello con la Spagna, nazionale che poi vincerà in quell'occasione il suo primo titolo continentale di categoria, fallendo così l'accesso alla fase finale. Ancora in quota under 17 per le qualificazioni all'Europeo 2011, nell'ottobre 2010 e nell'aprile 2011 scende in campo in entrambi i turni di qualificazione. Mentre nel primo turno, disputato in Ungheria, le danesi chiudono al primo posto, da imbattute, il gruppo 3, con Pedersen che va a segno per la prima volta con la maglia della nazionale nella vittoria per 6-0 con la Moldavia, non sono state in grado di sfruttare il vantaggio di giocare in casa nel secondo turno, perdendo 3-0 l'ultima partita decisiva con la Germania. Questa è stata anche la sua ultima partita con la formazione U17.
Sempre nel 2011 arriva la prima convocazione in under 19, debuttando nella doppia amichevole del 23 e il 25 agosto in Svizzera, incontri conclusi con le vittorie per 3-0 e 0-2 con le padrone di casa. A settembre ha poi partecipato con la squadra al primo turno di qualificazione all'Europeo di Turchia 2012, che hanno completato con successo con tre vittorie in un torneo in Lettonia. Nel secondo turno di qualificazione in Serbia nell'aprile 2012, sono arrivate solo seconde, dietro la squadra di casa, ma si sono comunque qualificate per la fase finale come migliori seconde classificati del gruppo. In Turchia hanno superato la fase a gironi con tre vittorie, tutte per 1-0, ma giunte in semifinale hanno poi perso 3-1 l'incontro con la Svezia, nazionale che poi si aggiudicherà il torneo per la seconda volta nella sua storia sportiva. Ancora in quota per le successive qualificazioni all'Europeo di Galles 2013, condivide con le compagne il percorso della sua nazionale che conquista il suo secondo accesso a una fase finale del torneo UEFA, siglando anche una doppietta, la sua prima e finora unica con la maglia della Danimarca, siglata nella vittoria per 5-0 sulla Slovacchia nel primo turno di qualificazione il 22 ottobre 2012. In Galles, tuttavia, il torneo si interrompe già alla fase a gironi, in quanto dopo aver vinto per 1-0 la prima partita del gruppo A con le padrone di casa ha perso gli altri due incontri con Francia (3-1) e Inghilterra (3-0) e venendo di conseguenza eliminate. Con quest'ultimo incontro conclude anche il suo periodo come internazionale junior, durante il quale ha collezionato complessivamente un totale di 61 presenze.
Nel frattempo, nel 2012, giunge anche la prima convocazione in nazionale maggiore, inserita in rosa dal commissario tecnico Kenneth Heiner-Møller con le ragazze in partenza per il Brasile al Torneio Internacional Cidade de São Paulo 2012, debuttando il 16 dicembre 2012, rilevando all'inizio del secondo tempo Christina Ørntoft nell'incontro perso 2-1 con le padrone di casa nella prima fase del torneo Pur restando nel giro della nazionale ha poi dovuto attendere undici mesi per la sua successiva apparizione, scendendo in campo da titolare nella terza partita del gruppo 3 di qualificazione della zona UEFA al Mondiale di Canada 2015, vittoria su Malta per 5-0, venendo poi in quell'occasione sostituita al 60' da Karoline Smidt Nielsen.
Tra l'agosto 2016 e il settembre 2017 matura anche le due uniche presenze con la under 23, entrambe giocate con la Finlandia, la prima in trasferta vinta 5-1 e la seguente nuovamente vinta, in casa, con il risultato di 2-0.
Pur essendo inserita dal nuovo ct Nils Nielsen nella lista delle 23 giocatrici per l'Europeo dei Paesi Bassi 2017 annunciata il 19 giugno 2017, per tornare a indossare la maglia della nazionale maggiore in un campo di gioco deve attendere tuttavia, in amichevole con la Finlandia (vittoria per 1-0), il gennaio 2019. Qualche mese più tardi è impiegata in due dei quattro incontri disputati dalla sua nazionale all'Algarve Cup 2019, torneo in cui la Danimarca raggiunge, battuta 1-0 dalla Scozia nella finale dedicata, il sesto posto. Da allora le sue convocazioni si fanno sempre più costanti. Viene impiegata nelle qualificazioni all'Europeo di Inghilterra 2022, durante le quali segna la sua prima rete con la nazionale maggiore il 4 ottobre 2019, quella che al 13' apre le marcature nella vittoria per 2-0 sulla Bosnia ed Erzegovina nel gruppo B, condividendo con le compagne l'accesso alla fase finale del torneo, inserita poi in rosa per l'Algarve Cup 2020, dove segna il suo secondo gol senior nella vittoria per 4-0 sul Belgio nella finale per il quinto posto, nelle qualificazioni, gruppo E della zona UEFA, al Mondiale di Australia e Nuova Zelanda 2023, e all'edizione 2022 ddell'Algarve Cup.

## Palmarès

### Club
- Campionato norvegese: 1

Vålerenga: 2020
- Coppa di Norvegia: 2

Vålerenga: 2020, 2021
- NWSL x Liga MX Femenil Summer Cup: 1

Kansas City Current: 2024

### Individuale
- Årets Talent

2013